# Jorge Coelho
 (avril 2021).
Si vous disposez d'ouvrages ou d'articles de référence ou si vous connaissez des sites web de qualité traitant du thème abordé ici, merci de compléter l'article en donnant les références utiles à sa vérifiabilité et en les liant à la section « Notes et références ».
Pour les articles homonymes, voir Coelho.
Jorge Paulo Sacadura Almeida Coelho, le 17 juillet 1954 à Viseu et mort le 7 avril 2021 à Figueira da Foz, est un homme politique portugais, membre du Parti socialiste.

## Biographie
Licencié en organisation et gestion des entreprises de l'Université technique de Lisbonne, il a été professeur à l'Institut supérieur des sciences de l'entreprise et à l'Institut supérieur des sciences sociales et politiques. Il fut commentateur du programme politique Quadrature du Cercle entre 2005 et 2008, puis administrateur de l'entreprise de consultants Congetmark et CEO de la société de construction Mota-Engil.

## Engagement politique
Bien que né à Viseu, il grandit à Mangualde. Son grand-père, Raúl Coelho, qui soutenait le régime salazariste en place de 1932 à 1974, fut élu député de l'Union nationale (UN), le parti unique de la dictature.
De son côté, Jorge Coelho intègre, peu après la chute du régime, lors de la Révolution des Œillets du 25 avril 1974, l'Union démocratique et populaire (UDP), un parti marxiste-léniniste marginal. Par la suite, il devient militant au sein du Parti socialiste de Mário Soares, dont il est encore coordinateur de la commission permanente.
Il commence sa carrière politique comme chef de cabinet de Francisco Murteira Nabon, secrétaire d'État chargé des Transports dans le gouvernement de « grande coalition » (1983 - 1985). Il est ensuite élu député à l'Assemblée de la République en 1987.
Jorge Coelho exerça ensuite des responsabilités au sein du gouvernement de la colonie de Macao. De 1988 à 1989, il fut ainsi chef de cabinet du secrétaire adjoint chargé des Affaires sociales, de l'Education et de la Jeunesse, avant de devenir secrétaire adjoint chargé de l'Education et de l'Administration publique, entre 1989 et 1991.
Réélu député en 1991, puis de 1995, il est nommé au poste de ministre adjoint lors de la formation du premier gouvernement d'António Guterres, le 30 octobre 1995, puis ministre de l'Administration interne lors du remaniement ministériel du 25 novembre 1997 (en gardant son poste de ministre adjoint).
Reconduit au Parlement à l'occasion des législatives de 1999, il accède (conjointement) aux ministères de la Présidence, et de l'équipement social (travaux publics) au sein du second gouvernement Guterres, le 25 octobre de cette même année.
Promu au rang de Ministre d'État lors du remaniement du 14 septembre 2000 (au cours duquel il doit abandonner le ministère de la Présidence), il démissionne cependant de tous ses mandats ministériels le 10 mars 2001, à la suite de l'effondrement d'un pont (construit sous la responsabilité de son ministère) à Castelo de Paiva.
Il a cependant été réélu lors des législatives anticipées de 2002 et 2005, et est même membre du Conseil d'État depuis 2004.